# Makarij (Muminov)
Makarij (světským jménem: Vladimir Nikolajevič Muminov; * 23. prosince 1970, Stupino) je ruský duchovní Ruské pravoslavné církve a biskup něrčinský a krasnokamenský.

## Život
Narodil se 23. prosince 1970 ve Stupinu.
Studoval na Ožerelevském železniční dopravní škole. Po studiu absolvoval povinnou vojenskou službu a následně pracoval jako elektromechanik. V srpnu 1999 byl přijat mezi bratry monastýru svatého archanděla Michaela ve vesnici Kozicha. Dne 4. ledna 2002 byl postřižen na monacha se jménem Makarij na počest svatého Makaria Velikého. Roku 2008 dokončil Tomský duchovní seminář.
Roku 2011 přešel do Kamčatského Pantelejmonovského monastýru. Dne 30. října byl biskupem petropavlovským a kamčatským Artemijem (Snigurem) rukopoložen na jerodiákona. V říjnu 2020 byl přijat do kléru chabarovské eparchie, kde byl ustanoven eparchiálního oddělení staveb a architektury. Dne 1. listopadu byl vysvěcen na kněze.
Dne 23. července 2021 se stal představeným chrámu svatého Dimitrija Donského v sídle Korfovskij a 1. září následujícího roku předsedou oddělení pro vztahy s kozáky.
Dne 30. května 2024 jej Svatý synod zvolil biskupem něrčinským a krasnokamenským. Dne 2. června byl povýšen na archimandritu a biskupská chirotonie proběhla 12. července v chrámu svatých Petra a Pavla v Petrohradu. Hlavním světitelem byl patriarcha moskevský a celé Rusi Kirill.